# Южноольденбургский диалект
Южноольденбургский диалект (нем. Südoldenburger Platt) — немецкий диалект, принадлежит к нижнесаксонским диалектам нижненемецкого языка. Распространён на территории Ольденбургского Мюнстерланда.
Диалект отчётливо отличается от североольденбургского, так как Мюнстерланд, до 1803 года принадлежавший епископству, был отделён от графства Ольденбург пустошью. Вместо e, o и ö в нём часто употребляется ei (äi), au и eu (äu); во втором причастии глаголов ещё наблюдаются остатки грамматического префикса ge- (Ik bin satt ’eworen, Ik heff gaut ’eseten); собственная лексика представлена словами Durk (Alkoven), Enket (Tinte), Go'ensdag (Mittwoch), iesk (hässlich), quatern (schwatzen), verwennt um (verkehrt herum).